# Csűrös Miklós
Csűrös Miklós (eredeti neve: Merhán Miklós) (Budapest, 1944. szeptember 13. – 2015. április 18.) József Attila-díjas (1999) magyar irodalomtörténész, kritikus, egyetemi tanár.

## Életpályája
1963-1968 között az ELTE BTK magyar–orosz szakán tanult. 1968-1974 között a Szerzői Jogvédő Hivatal munkatársa volt. 1974-1977 között a Magyar Tudományos Akadémia Irodalomtudományi Intézetének aspiránsa volt. 1978-1991 között az ELTE BTK 19. századi magyar irodalomtörténeti tanszékének adjunktusa, 1991-től docense lett. 1981-1987 között a Jelenlét című egyetemi antológia-sorozat felelős szerkesztőjeként dolgozott. 1989-1994 között az Új Magyar Irodalmi Lexikon korszakszerkesztője volt. 1991-1992 között a Kelet-Európa című folyóirat társszerkesztője volt.
Kutatási területei a XIX.-XX. századi magyar irodalom, a népi írók mozgalma és az 1945 utáni magyar líra (Arany János, Fodor András, Kálnoky László) voltak.

## Művei
- Fodor András (monográfia, 1979)
- Színképelemzés (tanulmányok, 1984)
- Pokoljárás és bohóctréfa (tanulmány Kálnoky Lászlóról, 1988)
- "Emlékeinkből jövőt emelek" (tanulmányok Fodor Andrásról, 1989)
- "Lesz idő, hogy visszatérhet." Jegyzetek Arany János és a századforduló irodalmának korszerűségéről (1994)
- Géniuszok – kortársaink. Fülep Lajos–Kodolányi János – költők prózája (1995)
- Bertók László (esszék, 1995)
- Az Újhold-kör költészete (Válogatta és szerkesztette, 1997)
- Kodolányi János és Szabó István levelezése (Szerkesztette és utószót írta)
- Intarzia (tanulmányok, 2000)
- Én vagyok. In memoriam Kodolányi János (szerkesztette, 2001)
- Költők, írók, mitológiák (2004)
- Megváltás. In memoriam Pap Károly (válogatta, szerkesztette és összeállította, 2006)
- "A teljes részei". Írások Takáts Gyuláról; Pro Pannonia, Pécs, 2009 (Pannónia könyvek)
- Félmúlt és jelen. Irodalmi tanulmányok; Napkút, Bp., 2010 (Kútfő bibliotéka)
- Türelmes emberi folyamat. Vázlat Lászlóffy Aladárról; Napkút, Bp., 2012 (Káva téka)
- Világol tiszta fénye. Arany János szellemujja; összeáll. Csűrös Miklós, utószó Szörényi László; Nap, Bp., 2017

## Díjai, kitüntetései
- Az Oltványi-alapítvány díja (1990)
- az Év Könyve-jutalom (1995)
- Széchenyi professzor ösztöndíj (1997-2000)